# Marché gris
 (juillet 2023).

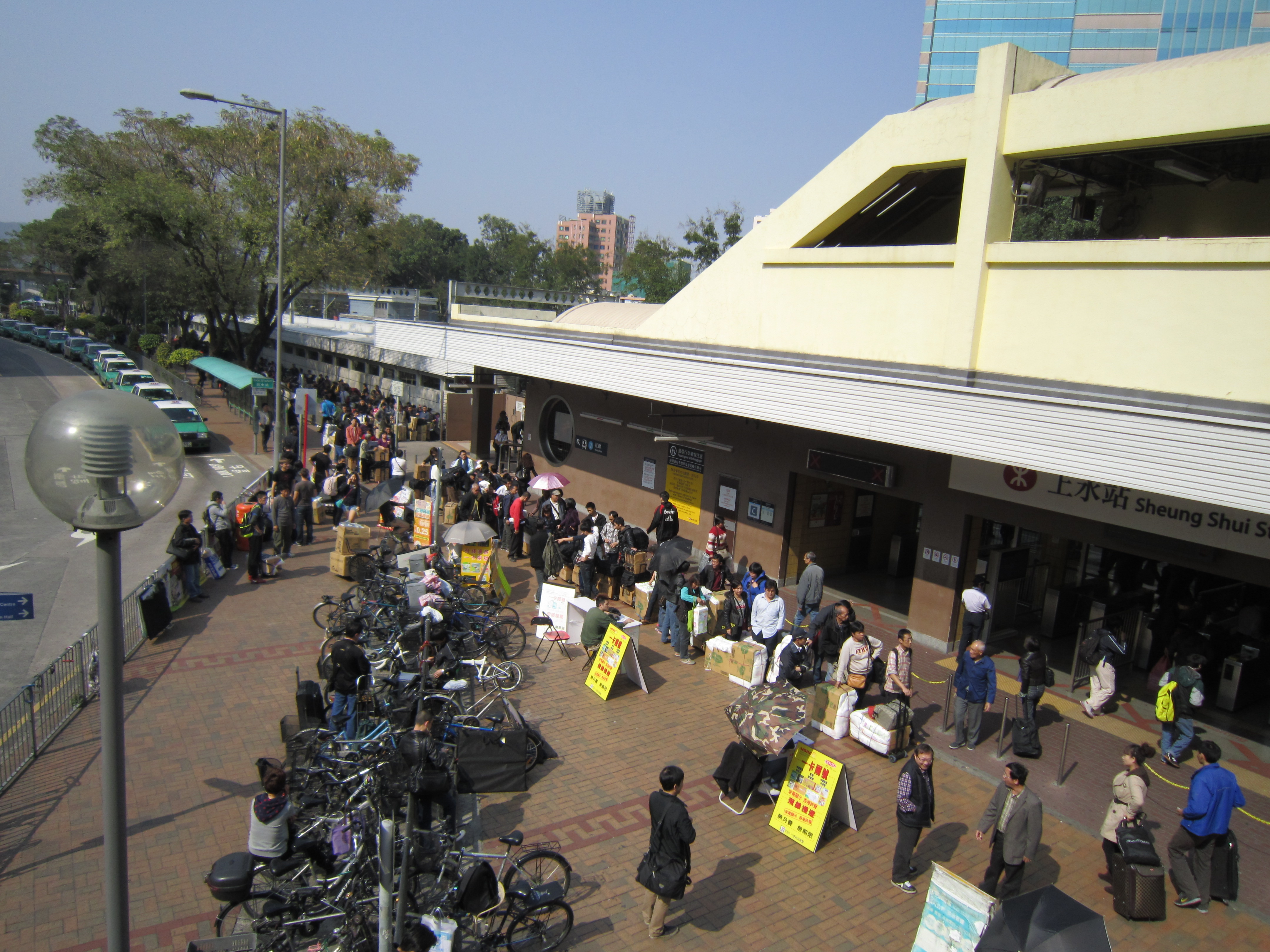
Vente de rue devant la station de Sheung Shui, Hong Kong (2013).

Le marché gris est une expression qui recouvre deux réalités économiques :
- le marché gris financier, lié à la bourse ;
- le marché gris commercial, lié à des biens et services vendus au détail.

## Le marché gris boursier
Dans le monde financier, il s'agit d'une situation intercalaire entre le marché boursier primaire, où les titres sont introduits (IPO) et achetés initialement par les investisseurs, et le marché secondaire, où ils cotent ensuite librement et officiellement.
Lors d'une émission de titres (actions, obligations, etc.), la période intercalaire entre l'ouverture du livre d'ordre et la fixation du prix se nomme « marché gris ». Durant ce laps de temps, les valeurs mobilières en cours d'émission s'échangent avant leur cotation officielle et les transactions nouées sont débouclées à la date du règlement-livraison.

## Le marché gris commercial
Dans l’univers commercial, il désigne la part du marché d’un produit non contrôlée par le fabricant, par exemple dans le secteur du luxe (horlogerie, etc.). Sur ce marché parallèle, les prix sont le plus souvent inférieurs à ceux recommandés par le fabricant pour une zone géographique donnée.
Dans ce cadre, on voit s'échanger des biens par des canaux de distribution qui, s'ils sont légaux, ne sont, en principe, pas autorisés par le fabricant ou le propriétaire original. Par comparaison, le marché noir voit s'échanger des biens et services qui sont illégaux par nature ou qui sont distribués par des canaux illégaux (ex. : recel, trafic de stupéfiants).
Un marché gris apparaît traditionnellement quand le prix d'un bien est fortement plus élevé d'un pays à un autre. Dans ce cas, des entrepreneurs vont acheter les produits dans les pays où ils sont les moins chers (souvent au détail, parfois en gros), et les proposer légalement à un prix plus bas que le marché dans un pays où le prix est élevé.
En France, l'un des exemples de marché gris concerne la vente et l'achat de médias vierges (CD ou DVD). En effet, ceux-ci sont affectés par la taxe sur la copie privée qui les rend plus chers qu'à l'étranger, notamment dans un commerce frontalier. Si l'acheteur / importateur ne déclare pas son achat de médias vierges au ministère de l'Économie pour s'acquitter de la taxe, cela devient du marché gris.
On peut également citer la vente de clés d'activation pour des jeux vidéos ou des logiciels. Ces produits sont achetés à bas coût dans certains pays, pour être proposés légalement ailleurs, à des prix inférieurs aux canaux de distribution officiels. Certains acteurs mettent en place des blocages géographiques pour limiter ces pratiques.

## Exemples d'entreprises concernées
- Viagogo